# Bryochiton monascus
Bryochiton monascus är en svampart som beskrevs av Döbbeler & Poelt 1978. Bryochiton monascus ingår i släktet Bryochiton och familjen Pseudoperisporiaceae.  Arten är reproducerande i Sverige. Inga underarter finns listade i Catalogue of Life.